# Pterolophia franzi
Pterolophia franzi là một loài bọ cánh cứng trong họ Cerambycidae.